# Я — Малала
«Я — Малала» — автобиография Малалы Юсуфзай, написанная в соавторстве с военным корреспондентом Кристиной Лэмб. Юсуфзай — пакистанская активистка, выступающая за доступное образование для девочек во всём мире, лауреатка Нобелевской премии мира.

## Сюжет
Малала Юсуфзай — шестнадцатилетняя юная девушка, которая любит ходить в школу, но талибан запрещает девочкам учиться, наказывая ослушание смертью. В книге рассказывается о жизни самой Малалы и об истории Пакистана, появившегося в 1947 году и граничащего с Афганистаном и Индией. Кроме того, Малала описывает жизнь окружающих её людей из долины реки Сват, жизнь своего отца, Зияуддина Юсуфзая — он является ключевой фигурой в жизни Малалы.
9 октября 2012 года школьный автобус, где находилась Юсуфзай, остановили талибы, один из них трижды выстрелил в Юсуфзай. Она выжила, несмотря на мизерные шансы, с тех пор став символом борьбы за право на культуру и знания. В июле 2013 года Юсуфзай выступила в Организации Объединенных Наций с речью.

## О книге
«Я посвящаю эту книгу всем тем девушкам, которые столкнулись с несправедливостью, но, к сожалению, были вынуждены хранить молчание. Вместе мы добьёмся, чтобы нас услышали», — говорит она в одном из интервью.
Аудиокнига, записанная Нилой Васвани (англ. Neela Vaswani), выиграла премию «Грэмми» 2015 года как «Лучший альбом для детей».